# مارک گلدبرگ (مدیر فوتبال)
مارک گلدبرگ (انگلیسی: Mark Goldberg؛ زادهٔ) بازیکن فوتبال اهل ایالات متحده آمریکا است.
از باشگاه‌هایی که در آن بازی کرده‌است می‌توان به باشگاه فوتبال بکنهام تاون اشاره کرد.